# Travis Goethel
Travis Peter Goethel (Oceanside, 27 luglio 1987) è un giocatore di football americano statunitense che gioca nel ruolo di linebacker nella National Football League (NFL) e attualmente è free agent. Fu scelto nel corso del sesto giro (190º assoluto) del Draft NFL 2010 dagli Oakland Raiders. Al college giocò a football all'Università statale dell'Arizona.

## Carriera professionistica

### Oakland Raiders
Goethel fu scelto al sesto giro del Draft 2010 dagli Oakland Raiders. Il 15 luglio firmò un contratto quadriennale del valore di 1,89 milioni di dollari di cui 103.000 di bonus alla firma. Debuttò nella NFL il 7 novembre 2010 contro i Kansas City Chiefs, saltando le prime 8 partite a causa di un infortunio alla schiena.
Il 23 agosto 2011 Goethel subì la rottura del legamento del ginocchio. Dopo l'operazione venne messo dopo una settimana sulla lista degli infortunati saltando per intero la stagione regolare.
Nella prima partita della stagione 2012 contro i San Diego Chargers dovette sostituire il titolare Jon Condo che uscì per infortunio. Purtroppo in quella partita commise parecchi errori nel ruolo di long snapper. Durante la partita contro i Baltimore Ravens nel primo punt si infortunò gravemente al legamento crociato anteriore. Il 12 novembre venne messo sulla lista infortunati per la seconda stagione regolare di fila.
Il 23 luglio 2013 venne svincolato.

## Vittorie e premi
Nessuno

## Statistiche
| Partite totali      | 16 |
| Partite da titolare | 0  |
| Tackle totali       | 11 |
| Sack fatti          | 0  |
| Intercetti          | 0  |

Statistiche aggiornate alla stagione 2012